# Traktat z Nairobi
Traktat z Nairobi (ang. Nairobi Treaty, fr. Traité de Nairobi, Traité de Nairobi concernant la protection du symbole olympique) – umowa międzynarodowa w sprawie ochrony symbolu olimpijskiego, przyjęta w Nairobi 26 września 1981 r.
Według art. 1 strony zobowiązane są odmówić rejestracji lub unieważnić rejestrację jako znaku i zakazać, za pomocą właściwych środków, używania w celach handlowych, jako znaku lub innego oznaczenia, jakiegokolwiek oznaczenia składającego się z symbolu olimpijskiego lub zawierającego symbol olimpijski określony w Karcie Międzynarodowego Komitetu Olimpijskiego, z wyjątkiem tych przypadków, gdy Międzynarodowy Komitet Olimpijski udzielił na to upoważnienia.
Wyjątki określają art. 2 i 3.
Przepisy nie naruszają zobowiązań państw wynikających z umów handlowych i celnych (art. 4).
Traktat jest otwarty dla wszystkich państw należących do WIPO, Międzynarodowego Związku Ochrony Własności Przemysłowej, ONZ lub organizacji wyspecjalizowanych (art. 5).
Zgodnie z art. 6 Traktat obowiązuje od 25 września 1982 r. miesiąc po powiadomieniu depozytariusza przez trzy państwa o ratyfikacji, przyjęciu, zatwierdzeniu lub przystąpieniu. Wystąpienie jest możliwe po upływie roku od powiadomienia depozytariusza (art. 7).
Spisany w językach miarodajnych angielskim, francuskim, rosyjskim i hiszpańskim (art. 8).
Depozytariuszem jest Dyrektor Generalny WIPO (art. 9).
Traktat zarejestrowany przez Sekretariat ONZ zgodnie z art. 102 Karty ONZ 24 kwietnia 1995 r.